# Vinícius Moreira de Lima
Vinícius Moreira de Lima (Porto Alegre, Brasil; 11 de junio de 1996), conocido solo como Lima, es un futbolista brasileño. Juega de centrocampista y su equipo actual es el Fluminense de la Serie A.

## Trayectoria
Lima entró a las inferiores del Grêmio de Porto Alegre, su ciudad natal, en 2013 proveniente del Tanabi Esporte Clube. En la temporada 2015-16, fue cedido al Mallorca "B" en la Tercera División de España. Debutó a nivel senior el 31 de enero ante el CE Constancia.
Regresó al Grêmio al año siguiente, donde estuvo hasta 2020 con préstamos al Ceará y al Al-Wasl emiratí. 

En diciembre de 2022, Lima fue fichado por el Fluminense tras un paso por el Ceará.

## Estadísticas
Actualizado al último partido disputado el 19 de agosto de 2023.
| Club                             | Div.          | Temporada     | Liga  | Liga  | Estatal | Estatal | Copas nacionales | Copas nacionales | Copas internacionales | Copas internacionales | Total | Total |
| Club                             | Div.          | Temporada     | Part. | Goles | Part.   | Goles   | Part.            | Goles            | Part.                 | Goles                 | Part. | Goles |
| -------------------------------- | ------------- | ------------- | ----- | ----- | ------- | ------- | ---------------- | ---------------- | --------------------- | --------------------- | ----- | ----- |
| Mallorca B · España              | 4.ª           | 2015-16       | 14    | 3     | —       | —       | —                | —                | —                     | —                     | 14    | 3     |
| Mallorca B · España              | Total club    | Total club    | 14    | 3     | 0       | 0       | 0                | 0                | 0                     | 0                     | 14    | 3     |
| Grêmio · Brasil                  | 1.ª           | 2016          | 2     | 0     | 0       | 0       | —                | —                | —                     | —                     | 2     | 0     |
| Grêmio · Brasil                  | 1.ª           | 2017          | 0     | 0     | 1       | 0       | —                | —                | —                     | —                     | 1     | 0     |
| Grêmio · Brasil                  | 1.ª           | 2018          | 9     | 0     | 7       | 0       | 1                | 0                | 4                     | 0                     | 21    | 0     |
| Grêmio · Brasil                  | Total club    | Total club    | 11    | 0     | 8       | 0       | 1                | 0                | 4                     | 0                     | 24    | 0     |
| Ceará · Brasil                   | 2.ª           | 2017          | 22    | 5     | 0       | 0       | —                | —                | —                     | —                     | 22    | 5     |
| Ceará · Brasil                   | 1.ª           | 2019          | 15    | 1     | 5       | 0       | —                | —                | —                     | —                     | 20    | 1     |
| Ceará · Brasil                   | 1.ª           | 2020          | 31    | 6     | 3       | 2       | 6                | 1                | —                     | —                     | 40    | 9     |
| Ceará · Brasil                   | 1.ª           | 2021          | 33    | 3     | 8       | 0       | 1                | 0                | 5                     | 1                     | 47    | 4     |
| Ceará · Brasil                   | 1.ª           | 2022          | 31    | 3     | 8       | 0       | 6                | 1                | 9                     | 2                     | 54    | 6     |
| Ceará · Brasil                   | Total club    | Total club    | 132   | 18    | 24      | 2       | 13               | 2                | 14                    | 3                     | 183   | 25    |
| Al Wasl · Emiratos Árabes Unidos | 1.ª           | 2018-19       | 24    | 1     | —       | —       | 6                | 2                | 2                     | 0                     | 32    | 3     |
| Al Wasl · Emiratos Árabes Unidos | Total club    | Total club    | 24    | 1     | 0       | 0       | 6                | 2                | 2                     | 0                     | 32    | 3     |
| Fluminense · Brasil              | 1.ª           | 2023          | 19    | 3     | 14      | 1       | 4                | 0                | 7                     | 0                     | 44    | 4     |
| Fluminense · Brasil              | Total club    | Total club    | 19    | 3     | 14      | 1       | 4                | 0                | 7                     | 0                     | 44    | 7     |
| Total carrera                    | Total carrera | Total carrera | 200   | 25    | 46      | 3       | 24               | 4                | 27                    | 3                     | 297   | 35    |

## Palmarés

### Títulos regionales
| Título             | Club       | Región             | Año  |
| ------------------ | ---------- | ------------------ | ---- |
| Campeonato Gaúcho  | Grêmio     | Río Grande del Sur | 2018 |
| Copa do Nordeste   | Ceará      | Región Nordeste    | 2020 |
| Campeonato Carioca | Fluminense | Río de Janeiro     | 2023 |

### Títulos nacionales
| Título         | Club   | País   | Año  |
| -------------- | ------ | ------ | ---- |
| Copa de Brasil | Grêmio | Brasil | 2016 |

### Títulos internacionales
| Título              | Equipo           | Sede            | Año  |
| ------------------- | ---------------- | --------------- | ---- |
| Recopa Sudamericana | Grêmio           | América del Sur | 2018 |
| Copa Libertadores   | Fluminense F. C. | América del Sur | 2023 |